# John A. Alonzo
John A. Alonzo (Dallas, Texas, 12 de junho de 1934 - Beverly Hills, 13 de março de 2001) foi um diretor de fotografia estadunidense. Foi um pioneiro em seu ramo, um dos primeiros a usar constantemente a câmeras de mão e gruas.
Seus filmes mais lembrados foram Scarface e Chinatown.

## Morte
John A. Alonzo morreu de um câncer aos 66 anos no dia 13 de março de 2001.